# Виверження Онтаке (2014)
Онта́ке — вулкан у центральній частині Японії. Розташований на острові Хонсю у префектурі Нагано, приблизно за 200 км на захід від Токіо.
Виверження вулкана Онтаке почалося 27 вересня 2014 року об 11 годині 52 хвилини за місцевим часом і тривало зі згасаючою інтенсивністю кілька днів. Виверження стало несподіванкою для сейсмологів і для туристів (сходження на Онтаке є популярним туристичним маршрутом), цим пояснюється така кількість жертв: станом на 11 жовтня було підтверджено загибель 56 осіб, 70-100 поранені, 8 осіб вважалися зниклими безвісти. Остаточний підсумок жертвам стихії був підведений через місяць після виверження: 57 осіб загиблих і 6 зниклих безвісти.
Це виверження стало першим з людськими жертвами в Японії з 1991 року, коли лавовий потік вулкана Ундзен поховав під собою 43 осіб; і найсмертоноснішим виверженням в країні з 1902 року, коли вулкан Торісіма знищив всіх жителів острова Панафидіна — близько 150 осіб.
З 10 вересня в районі гори фіксувалися невеликі землетруси, які часто є провісниками пробудження вулкана, але тим не менше сейсмологи вирішили, що загрози виверження в найближчому майбутньому немає. Гора Онтаке є нескладним альпіністським маршрутом для початківців, 27 вересня стояла спокійна сонячна погода, тому до 11-ї години 52 хвилин на схилах гори знаходилося 200—250 осіб.
Перші пошуково-рятувальні операції почалися близько 17 години того ж дня. 29 вересня були виявлені 36 тіл, у багатьох причиною смерті стала задуха: з кратера в великих кількостях виривався сірководень. 30 вересня пошукова операція не проводилася у зв'язку з небезпекою повторного виверження; на той час в рятувальних роботах вже було задіяно близько 850 осіб і сім вертольотів. 1 жовтня були знайдені ще 11 тіл; до цього часу в операції вже брало участь близько 1000 осіб. 3 жовтня пошуки були припинені, тому що почалися проливні дощі, а до регіону почав наближатися потужний тайфун «Фанфон».
Висота стовпа попелу при виверженні досягала 10 км, він був виявлений за 80 км від вулкана.